# Piszin (Iran)
Piszin (pers. پيشين) – miasto w prowincji Sarbaz w ostanie Sistan i Beludżystan w Iranie.
W 2006 roku populacja miasta liczyła 10 477 osób w 1832 rodzinach. Piszin leży na wysokości 219 m n.p.m. Położony jest w pobliżu granicy z Pakistanem, po drugiej stronie granicy znajduje się pakistańskie miasto Mand. Rząd irański utworzył urząd celny w celu rozwoju handlu granicznego między Iranem a Pakistanem. Zdecydowana większość mieszkańców miasta to etniczni Beludżowie, którzy porozumiewają się językiem beludżi.

## Zamach bombowy w Piszin (2009)
Zamach bombowy w Piszin miał miejsce 18 października 2009 roku. Zamachowiec-samobójca zdetonował ładunki wybuchowe na spotkaniu dowódców Korpusu Strażników Rewolucji Islamskiej. W wyniku ataku zginęło co najmniej 43 osoby, w tym kilku znaczących dowódców Gwardii Rewolucyjnej, a 150 osób zostało rannych. Do ataku przyznała się Organizacja bojowa Jundallah z siedzibą w Pakistanie.